# 長慶金山
長慶金山（ちょうけいきんざん）は、江戸時代に秋田県大館市に存在したといわれている金山である。

## 概要
田代岳より左奥にある長慶森(後不動山 942.8m)から南に分かれた長慶前山(890m)を中心とした鉱山といわれている。JR早口駅から岩野目、大野集落を経由し、早口川に沿って北上し約30kmの距離にある。かつては、途中まで森林軌道が通っていた。また、林道建設以前は、弘前市から相馬川の上流の東股川を森林軌道でさかのぼり、徒歩で峠を越す方が便利とされ「津軽長間金山」とも言われた。

## 歴史
南朝三代の長慶天皇が退位(1382年)後に相馬村に下り開発したといわれ、相馬村には上皇堂跡とよばれる場所があり地名の由来となっている。ただ、この伝説については「大日本地名辞書」の吉田東伍は「野人の妄語」と切り捨てている。
「秋田沿革史大成」によれば、佐竹氏入部(1602年)以前に早口金山として開発されており、秋田五カ山の一つとして数えられていた。また、長慶五山として、早口、長間、長源、麻見、長慶が挙げられている。文政年間に杉山寿山によって収録された「秋田領内諸金山箇所年数帳」にも記録が残されており、併せて1712年以降の経営に参加した山師の氏名も記載されている。
天明年間に秋田藩の土崎湊の御用商人であった伊多波武助の手代、山八清十郎が鉱山を再開し金を年に十四・五貫ほど秋田藩に上納していたとされる。しかし、その後藩の忌諱に触れて鉱山は閉山に追い込まれた。伊多波が豪奢な生活をしたとも、金を南部藩や津軽藩に売ったとも、江戸幕府に金山の存在を知られそうになり、鉱脈が尽きたと嘘の理由で閉山したとも言われている。その際に口封じのために200人余りの鉱夫全員を鉱道に閉じ込めて生き埋めにし、金山の跡も容易に見分けられないようにした伝えられているがその確証はない。 
長慶金山に関する感心は高く、1909年発盛鉱山の採鉱課長の鮎川甚五右門による詳細な図面付きの報告書が残されている。それによると、主要鉱山は長慶・中峰・出戸ノ沢・沼沢などで、佐藤大沢右岸にも砂金鉱床があったとされる。また、広範囲に抗口があり、梅抗・松抗・桜抗・本番抗などが確認されている。特に頂上付近の桜抗や本番抗や高品質だとされている。発盛鉱山は鉱区獲得に乗り出したが、価格が折り合わす交渉は不調に終わった。
1901年には秋田魁新報の広告欄に問題の桜抗・梅抗・松抗の位置とその情報を提供してくれた人に多額の報酬を呈すると掲載されたため、長慶金山は一躍有名になった。1929年にも弘前市の平松氏が鉱床を発見した人には十万円の報奨金を出すと広告を出している。その後、製薬会社や個人の所有になったか開発されるに至らなかった。
1934年青森県に試掘登録をした平沢氏が登録時に添付した文書である「長慶金山概要書」があり、『田代町史資料』第9輯(昭和57年)に収録されている。この文書には伊多波武助による長慶金山の略図が添えられている。この文書によると当時、長慶金山では多数の試掘が行われ、金山に関する多くの噂が流れていて、長慶金山がかなりの人気であったことがうかわれる。
1966年9月1日～3日には、田代町と相馬村をつなぐスーパー林道建設のための調査のため、峰越林道建設予定線の踏査が行われ長慶前山の頂上付近で旧坑(高さ約1.5m,幅1m)が見つかった。さらに調査隊が金山沢と佐藤六沢の合流点付近についたとき、この金山跡の夢に取りつかれて探査を続けている鉱山師の堀部八十治に出合い、長慶寺屋敷跡地、墓所跡地というところを案内された。寺屋敷は墓所地の約150mほど上で300坪ぐらいの広さがあり、周辺はブナが密集しているが、そこだけは樹齢60～70年ぐらいの木が数本生えているだけであった。また、墓地といわれる場所には、1965年に鉱山師達によって建てられた「長慶鉱山殉難病没者精霊」と書かれた卒塔婆があり、そのまわりには、人の手で細工したものと思われる六角形の細長い平べったい石が、大湯のストーンサークルのように自然石でかこまれていた。墓地の下に広がる川原(選鉱場跡といわれているが、昔は川床であったと思われる)には、直径50cm,厚さ15cmぐらいの引石がいくつもあった。その後、1973年には林道が県境近くまで延びるので、町では期待が高まり田代相馬奥地開発促進同盟会が金山の調査を行うものの、1966年の調査で見つけた旧坑すら見つけられなかった。金掘沢が県境近くになる右側の標高約800mの頂上付近に径約1mの松の大木が2本とその周辺に小さい木が4,5本あり、この2本の大木の間を掘れば旧坑があって、そこに人が埋められているという松を発見することにとどまった。
1991年には同和鉱業が国や県の補助を得てボーリング調査を行い、1994年には県と金属探鉱事業団が植物化学検査法で共同調査を行ったが、いずれも鉱床発見には至らなかった。
2009年には、民間団体「みちのく砂金研究会」により砂金が80粒、重さ0.3gが発見された。県北教育事務所の高橋善之所長が記者会見をしてこれを明らかにし「長慶金山は本当の金山だった」と語った。古絵図発見を知らされた高橋所長は、自ら主宰する砂金研究会の仲間と3人で11月29日に現地入り。専用の道具を手に沢筋を約100mにわたって4時間近く探したところ、3人ともそれぞれ30粒近くを採取することができたという。高橋所長は2年前にも現地に入ったが、そのときは「4粒しか見つからなかった」と語った。長慶金山を描いた古絵図は夏に、市内のある民家の蔵で見つかった。縦86cm、横60cmで長慶金山の別称「長間金山」の文字がある。金山や周辺の坑口や坑道、沢筋、山道が着色されて描かれ、細部がわかる内容である。

## 長慶金山を扱った物語
- 「消えた長慶金山」、八剣浩太郎、1962年、忍者読切小説